# Glenea weigeli
Glenea weigeli é uma espécie de escaravelho da família Cerambycidae. Foi descrita por Lin e Liu em 2012.